# Брёбберов
Брёбберов (нем. Bröbberow) — община в Германии, в земле Мекленбург-Передняя Померания.
Входит в состав района Бад-Доберан. Подчиняется управлению Шван.  Население составляет 510 человек (на 31 декабря 2010 года). Занимает площадь 14,35 км².